# منتخب سان بارتيلمي لكرة القدم
منتخب سان بارتيلمي الوطني لكرة القدم هو ممثل سان بارتيلمي الرسمي في المنافسات الدولية في كرة القدم في فئة كرة القدم للرجال.